# Eddy Bertels
Eduardus Bertels (ur. 8 października 1932 w Geel – zm. 9 marca 2011) – belgijski piłkarz grający na pozycji ofensywnego pomocnika. Był reprezentantem Belgii.

## Kariera klubowa
Swoją karierę piłkarską Bertels rozpoczął w klubie Royal Antwerp FC, w barwach którego zadebiutował w sezonie 1950/1951 w pierwszej lidze belgijskiej i grał w nim do 1963 roku. Wraz z Royalem wywalczył mistrzostwo Belgii w sezonie 1956/1957 oraz trzy wicemistrzostwa Belgii w sezonach 1955/1956, 1957/1958 i 1962/1963. Zdobył też Puchar Belgii w sezonie 1954/1955. W sezonie 1963/1964 grał w trzecioligowym Waterschei Thor Genk, a w sezonie 1964/1965 w drugoligowym FC Turnhout. W latach 1965–1971 występował w KSK Schilde, w którym zakończył karierę.
| Sezon   | Klub                 | Kraj   | Rozgrywki          | Mecze | Gole |
| ------- | -------------------- | ------ | ------------------ | ----- | ---- |
| 1950/51 | Royal Antwerp FC     | Belgia | Division d'Honneur | 7     | 6    |
| 1951/52 | Royal Antwerp FC     | Belgia | Division d'Honneur | 23    | 8    |
| 1952/53 | Royal Antwerp FC     | Belgia | Division 1         | 15    | 1    |
| 1953/54 | Royal Antwerp FC     | Belgia | Division 1         | 13    | 4    |
| 1954/55 | Royal Antwerp FC     | Belgia | Division 1         | 26    | 9    |
| 1955/56 | Royal Antwerp FC     | Belgia | Division 1         | 9     | 5    |
| 1956/57 | Royal Antwerp FC     | Belgia | Division 1         | 28    | 14   |
| 1957/58 | Royal Antwerp FC     | Belgia | Division 1         | 29    | 19   |
| 1958/59 | Royal Antwerp FC     | Belgia | Division 1         | 27    | 18   |
| 1959/60 | Royal Antwerp FC     | Belgia | Division 1         | 27    | 17   |
| 1960/61 | Royal Antwerp FC     | Belgia | Division 1         | 26    | 20   |
| 1961/62 | Royal Antwerp FC     | Belgia | Division 1         | 0     | 0    |
| 1962/63 | Royal Antwerp FC     | Belgia | Division 1         | 7     | 1    |
| 1963/64 | Waterschei Thor Genk | Belgia | Division 3A        | ?     | ?    |
| 1964/65 | FC Turnhout          | Belgia | Division 2         | ?     | ?    |

## Kariera reprezentacyjna
W reprezentacji Belgii Bertels zadebiutował 27 marca 1960 w wygranym 3:1 towarzyskim meczu ze Szwajcarią, rozegranym w Brukseli, gdy w 17. minucie zmienił Victora Meesa. W kadrze narodowej rozegrał 2 mecze, oba w 1960.